# Tanymastigites mzabica
Tanymastigites mzabica är en kräftdjursart som först beskrevs av Jacques Gauthier 1928.  Tanymastigites mzabica ingår i släktet Tanymastigites och familjen Tanymastigiidae. Inga underarter finns listade i Catalogue of Life.